# Теорія хаосу (фільм)
«Теорія хаосу» (англ. Chaos Theory) — фільм 2007 року, режисера Маркоса Сьєга.

## У ролях
- Раян Рейнольдс — Френк Аллен
- Емілі Мортімер — Сьюзен Аллен
- Стюарт Тавнсенд — Бадді Ендроу
- Сара Чок — Пола Кроу
- Ліза Калдер — Шеррі
- Крістін Шателейн — Трейсі

## Опис
Історія про Френка, славного хлопця, одержимого кар'єрою і роботою, який абсолютно випадково дізнається про те, що не може бути батьком. Тим не менш, донька в нього вже є. Виявляється, що її справжнім татком є найкращий друг Френка. Герой в люті, він готовий до найнеобдуманіших вчинків, не розуміючи, що вони ведуть його до досить драматичного фіналу…
Ідеальний фільм для тих хто вивчає тайм менеджмент і саморозвивається в нон стоп ритмі.